# Germignaga
Germignaga là một đô thị ở tỉnh Varese trong vùng Lombardia, có cự ly khoảng 70 km về phía tây bắc của Milan và khoảng 20 km về phía tây bắc của Varese. Tại thời điểm ngày 31 tháng 12 năm 2004, đô thị này có dân số 3.721 người và diện tích là 6,2 km².
Đô thị Germignaga có các frazioni (đơn vị trực thuộc, chủ yếu là các làng) Ronchetto, Ronchi, Fornace, Casa Moro, Premaggio and Mirandola Nuova.
Germignaga giáp các đô thị: Brezzo di Bedero, Brissago-Valtravaglia, Cannero Riviera, Luino, Montegrino Valtravaglia.